# 쥘 뒤포르
쥘 아르망 스타니슬라스 뒤포르(Jules Armand Stanislas Dufaure)는 공화력 7년 프리메르 14일 (1798년 12월 4일) 소종(샤랑트앙페리외르)에서 태어나 1881년 6월 27일 뢰유말메종(세네우아즈)에서 사망한 프랑스의 변호사 출신 정치인으로, 자유주의를 지향하며 7월 왕정, 제2공화국, 제3공화국 시기 수 차례 장관직을 역임했다.

## 생애

### 가족과 어린 시절
쥘 뒤포르는 피에르 스타니슬라스 뒤포르(1770-1858)와 카테린 드 샬(1776-1836)의 아들로 태어났다. 아버지 피에르 뒤포르는 해군장교이자 샤랑트마리팀("샤랑트앙페리외르"라고 불렸음)에 있는 그레작 시의 시장이었다.
뒤포르는 방돔 오라토리오 학교에서 중등 교육을 받고(소설가 발자크와 동창), 이후 파리 대학교에서 법학을 공부했다.
변호사 면허를 받고, 뒤포르는 생트 변호사회에 가입하고, 이후 보르도 변호사회(1820)로 옮겼다. 뒤포르는 변호문을 쓰지 않고 변호를 한 첫 변호사로서, 머지 않아 큰 명성을 얻게 되었다.
뒤포르는 동양학자 피에라메데 조베르의 딸인 클레르 조베르(1820-1878)과 결혼했다. 이 결혼에서 두 아들, 가브리엘, 아메데를 낳았다. 두 아들 모두 이후 하원의원이 되었다. 그리고 딸 하나를 낳았는데, 훗날 해군 장교이자 알렉시스 드 모니코의 아들인 에두아르 드 모니코와 결혼한다.